# Виктор Стоянов (композитор)
Виктор Стоянов е български композитор, тонрежисьор и бивш директор на Софийската филхармония.

## Биография
Роден е на 6 ноември 1977 г. в град София. Завършва специалностите „Пиано“ и „Музикална теория“ в Националното музикално училище „Любомир Пипков“ в град София, а след това е бакалавър по музика и виртуални музикални технологии, както и магистър по история в Софийския университет „Св. Кл. Охридски“.
От 1999 до 2011 г. е тонрежисьор и саунд дизайнер на дублажно студио „Александра Аудио“, където работи по филми и сериали, озвучени на български език.
От август до ноември 2014 г. е заместник-министър на културата в служебното правителство.
От 17 декември 2014 г. е директор на Софийската филхармония и напуска през април 2016 г.
Той е композитор в редица български филми и сериали, сред които са „Лора от сутрин до вечер“, „Четвърта власт“, „Вила Роза“, „Маймуна“, „Лили Рибката“, „Пътят на честта“, „Бай Иван: Филмът“, „В сърцето на машината“ и „Войната на буквите“.

## Награди и номинации
- 2002 г. – номинация „Аскеер“ за най-добра театрална музика в пиесата „Охранители“ в Малък градски театър „Зад канала“

## Филмография

### Като композитор
- „Лора от сутрин до вечер“ (2011)
- „Четвърта власт“ (2013)
- „Вила Роза“ (2013)
- „Маймуна“ (2016)
- „Лили Рибката“ (2017)
- „Пътят на честта“ (2019)
- „Бай Иван: Филмът“ (2021)
- „В сърцето на машината“ (2022)
- „Войната на буквите“ (2023)

### Като тонрежисьор

#### Нахсинхронен дублаж
Филми
- 2000 – „Земята преди време III: Приятел в нужда се познава“ (с Петър Костов)
- 2000 – „Земята преди време IV: Пътешествие през мъглите“ (с Петър Костов)
- 2000 – „Земята преди време V: Тайственият остров“ (с Петър Костов)
- 2000 – „Земята преди време VI: Тайната на динозавърската скала“ (с Петър Костов)
- 2000 – „Американска приказка“ (с Петър Костов)
- 2000 – „Американска приказка 2: Файвъл покорява запада“ (с Петър Костов)
- 2000 – „Мулан“ (с Петър Костов)
- 2000 – „Железният гигант“ (с Петър Костов)
- 2001 – „Снежанка и седемте джуджета“ (с Петър Костов)
- 2001 – „Омагьосаният император“ (с Петър Костов)
- 2001 – „Атлантида: Изгубената империя“ (с Петър Костов)
- 2001 – „Таласъми ООД“ (с Петър Костов)
- 2002 – „Шрек“, постпродукция и мастеринг (със Стамен Янев)
- 2002 – „Динозавър“ (с Петър Костов)
- 2002 – „Красавицата и Звяра“ (с Петър Костов)
- 2002 – „Лило и Стич“ (с Петър Костов)
- 2005 – „Бамби“ (с Пламен Чернев)
- 2006 – „Ледена епоха 2: Разтопяването“ (с Петър Костов, Пламен Чернев, Стамен Янев и Васил Вълков)

Сериали
- 2000 – „Новите приключения на Уди Кълвача“ (с Петър Костов)
- 2003 – „Легенда за Тарзан“ (със Стамен Янев)
- 2005 – „Ким Суперплюс“

#### Войсоувър дублаж
- 1999 – „Шайло 2“
- 2000 – „Флабър“
- 2000 – „Капан за родители“